# Quinas

Quinas

Wappen Portugals

Mit Quinas werden in der Heraldik die fünf kleinen blauen Wappenschildchen mit je fünf, aber auch mit sieben, elf oder sechzehn weißen Punkten bezeichnet, die im portugiesischen Wappen und auf Flaggen vorkommen.

## Herkunft
Der Sohn von Heinrich von Burgund erklärte 1139 nach der Schlacht von Ourique gegen die Mauren die Unabhängigkeit Portugals von dessen Lehnsherren Kastilien und ließ sich als Alfons I. zum ersten König von Portugal krönen. 1143 wurde die Unabhängigkeit von Kastilien im Vertrag von Zamora anerkannt. Bis zu diesem Zeitpunkt führte Alfons denselben Schild wie sein Vater Heinrich. Laut einer Quelle von 1908 soll Alfons nach seiner Anerkennung als König als Zeichen seines neuen Status dem Kreuz fünfmal elf silbernen Münzen (besantes oder dinheiros) zugefügt haben. Sie sollen das Münzrecht des Königs symbolisieren.
Zu dieser Zeit war es üblich, die Kampfschäden auf Schilden zu reparieren, anstatt neue Schilde herzustellen. Daher waren Veränderungen in der Heraldik, wie Farbänderungen, der Verlust von Teilen der Symbole oder Abänderungen nicht ungewöhnlich. Der Schild von Alfons I. soll stark beschädigt gewesen sein, als sein Sohn Sancho I. ihn erbte. Das blaue Leder des Kreuzes wurde nur noch von den silbernen Nägeln, die die Münzen symbolisierten, gehalten. Dies führte angeblich dazu, dass das Leder zu kleinen blauen Schilden (den fünf quina) mit je elf Münzen im Zentrum zugeschnitten wurde. Die Spitze von drei der vier äußeren Schilde zeigte zum Zentrum des Kreuzes. Als Bedeutung berief man sich auf die Schlacht Alfons I. bei Ourique, bei der dieser die fünf maurischen Könige der Taifa-Reiche von Sevilla, Badajoz, Elvas, Évora und Beja besiegte und ihnen ihre Schilde abnahm. Sanchos Sohn Alfons II. und Enkel Sancho II. behielten das Wappen bei. Noch heute bilden die fünf Quinas das Zentrum des Wappens Portugals.
Sie gehören zur gemeinen Figur. Im Wappen ist die Anordnung kreuzweise in Form eines gemeinen Kreuzes.
König Alfons III. fügte ab 1248 kastilische Burgen in einem roten Rahmen dem Wappen hinzu, womit nun alle Elemente des heutigen Wappen Portugals vorhanden waren.

## Einzelnachweis
1. ↑  Flags of the World – Portugal (1248–1835).